# Jean-Marc Jancovici
Jean-Marc Jancovici (nacido en 1962) es un consultor de ingeniería francés, experto en energía y clima, profesor, conferenciante, escritor y columnista independiente. Es cofundador y asociado de la consultora Carbone 4, y presidente fundador del think tank The Shift Project.

## Biografía
Se graduó de la École Polytechnique en 1984 y de la Ecole nationale supérieure des télécommunications de Paris en 1986.
Es el autor y principal desarrollador del principal método francés de contabilidad de carbono, la herramienta de evaluación Bilan Carbone para la Misión Interministerial de Gases de Efecto Invernadero de Francia.
Colaboró con Nicolas Hulot durante 11 años y fue coautor del Pacte écologique, un libro que condujo directamente al Grenelle Environnement durante los primeros años de la presidencia de Nicolas Sarkozy . Es miembro del Comité Científico de la SOeS (departamento de observación y estadística del MEEDDEM) y miembro del Comité Estratégico de la Fondation Nicolas-Hulot.
Es el presidente fundador de The Shift Project, un grupo de expertos patrocinado por corporaciones establecido en 2010, que aboga por una eliminación progresiva de los combustibles fósiles de nuestra economía.
En 2007 fundó la consultora Carbone 4 con el economista Alain Grandjean. Carbone 4 es una consultora con sede en París que emplea a unas 30 personas y que se ha especializado en adaptar las actividades humanas (especialmente las actividades económicas) a cualquier tipo de restricción energética (falta de petróleo, falta de gas, falta de electricidad, aumento de los precios, aumento de las restricciones en emisiones de gases de efecto invernadero, nuevas normas o reglamentos, etc.)
Fundó otras dos organizaciones centradas en la difusión del conocimiento científico sobre energía y cambio climático (todavía en activo), y actualmente preside la sección de medio ambiente de su alumni, X Environnement. Enseña en Mines ParisTech a estudiantes de primer año sobre conceptos básicos de energía y cambio climático.
Es miembro de la asociación ASPO France, que estudia el pico del petróleo y sus consecuencias.

## Vida personal
Él está casado y tiene dos hijas.
Come poca carne, usa el transporte público, no tiene celular y evita viajar en avión siempre que puede.

## Escritor y periodista
Es autor de varios libros, y ha escrito para distintos medios franceses tales como France Info, TF1 y Les Echos.

## Opiniones
Jancovici es un defensor vocal de la energía nuclear y aboga porque este tipo de energía se convierta en la principal fuente de energía, pues el ingeniero tiene la convicción de que la urgencia climática requiere cerrar todas las centrales eléctricas de carbón en todo el mundo en los próximos 30 años. Argumenta Jancovici que las energías renovables no nucleares nunca serán suficientes poder hacer la transición a una economía neutral en carbono o de carbono cero.

## Publicaciones
- "Le monde sans fin" con Christophe Blain (Dargaud, 2021)
- "Dormez tranquilles jusqu'en 2100, et autres malentendus sur le climat et l'énergie" (Odile Jacob, 2015)
- "Transición energética para todos" (2011, Odile Jacob)
- "C'est mantenimiento! 3 ans pour sauver le monde" con Alain Grandjean (enero de 2009, Le Seuil)
- "Le changement climatique expliqué à ma fille" (enero de 2009, Le Seuil)
- "Le Plein s'il vous plaît" con Alain Grandjean (Le Seuil, febrero de 2006)
- "L'effet de serre, allons-nous changer le climat ?" con Hervé Le Treut (Flammarion, 2004)
- "L'avenir climatique, quel temps ferons-nous" ?" (Le Seuil, 2002)